# Nicole Evans
Nicole Evans   (Nova Zelanda, 1974) és una dona de Nova Zelanda que treballa com a ajudant de vendes per internet. Li van dictaminar menopausa prematura als 30 anys. Durant dos anys va seguir tractaments fracassats de fecundació in vitro i implantació d'embrions. Després va continuar amb teràpia hormonal substitutiva i finalment va col·laborar amb l'entitat NZ Early Menopause Support Group per tal de donar suport altres dones que tinguin el seu mateix problema. Actualment n'és portaveu i coordinador nacional. El 2018 fou inclosa a la llista 100 Women BBC.